# Lophophanes
A Lophophanes a madarak osztályának verébalakúak (Passeriformes) rendjébe és a cinegefélék (Paridae) családjába tartozó nem.
Egyes rendszerezések a Parus nembe sorolják az ide tartozó fajokat is.

## Rendszerezés
A nembe az alábbi 2 faj tartozik:
- barnakontyos cinege (Lophophanes dichrous vagy Parus dichrous)
- búbos cinege (Lophophanes cristatus vagy Parus cristatus)